# Roeien op de Olympische Zomerspelen 2020 – Dubbel-twee vrouwen
De dubbeltwee voor vrouwen bij het roeien op de Olympische Zomerspelen 2020 vond plaats van 23 tot en met 28 juli 2021 op de Sea Forest Waterway in Tokio. 

## Kwalificatie
| Toernooi                                      | Datum                          | Locatie    | Plaatsen | Gekwalificeerd   | Geselecteerde roeisters                    |
| --------------------------------------------- | ------------------------------ | ---------- | -------- | ---------------- | ------------------------------------------ |
| Wereldkampioenschappen 2019                   | 25 augustus – 1 september 2019 | Ottensheim | 11       | Nieuw-Zeeland    | Brooke Donoghue Hannah Osborne             |
| Wereldkampioenschappen 2019                   | 25 augustus – 1 september 2019 | Ottensheim | 11       | Roemenië         | Simona Radiș Nicoleta-Ancuţa Bodnar        |
| Wereldkampioenschappen 2019                   | 25 augustus – 1 september 2019 | Ottensheim | 11       | Nederland        | Lisa Scheenaard Roos de Jong               |
| Wereldkampioenschappen 2019                   | 25 augustus – 1 september 2019 | Ottensheim | 11       | Canada           | Gabrielle Smith Andrea Proske              |
| Wereldkampioenschappen 2019                   | 25 augustus – 1 september 2019 | Ottensheim | 11       | Verenigde Staten | Genevra Stone Kristina Wagner              |
| Wereldkampioenschappen 2019                   | 25 augustus – 1 september 2019 | Ottensheim | 11       | Frankrijk        | Hélène Lefebvre Élodie Ravera-Scaramozzino |
| Wereldkampioenschappen 2019                   | 25 augustus – 1 september 2019 | Ottensheim | 11       | Italië           | Alessandra Patelli Chiara Ondoli           |
| Wereldkampioenschappen 2019                   | 25 augustus – 1 september 2019 | Ottensheim | 11       | Tsjechië         | Lenka Antošová Kristýna Fleissnerová       |
| Wereldkampioenschappen 2019                   | 25 augustus – 1 september 2019 | Ottensheim | 11       | Litouwen         | Donata Karalienė Milda Valčiukaitė         |
| Wereldkampioenschappen 2019                   | 25 augustus – 1 september 2019 | Ottensheim | 11       | China            | Shen Shuangmei Liu Xiaoxin                 |
| Wereldkampioenschappen 2019                   | 25 augustus – 1 september 2019 | Ottensheim | 11       | Australië        | Amanda Bateman Tara Rigney                 |
| Internationaal olympisch kwalificatietoernooi | 16 – 18 mei 2021               | Luzern     | 2        | Russische ploeg  | Ekaterina Pitirimova Ekaterina Kurochkina  |
| Internationaal olympisch kwalificatietoernooi | 16 – 18 mei 2021               | Luzern     | 2        | Duitsland        | Leonie Menzel Annekatrin Thiele            |
| Totaal                                        |                                |            | 13       |                  |                                            |

## Programma
De competitie wordt georganiseerd over zes dagen.
Alle tijden zijn Japanse Standaardtijd (UTC+9)
| Datum                 | Tijd  | Ronde             |
| --------------------- | ----- | ----------------- |
| Vrijdag 23 juli 2021  | 11:00 | Series            |
| Zaterdag 24 juli 2021 | 9:00  | Herkansing        |
| Zondag 25 juli 2021   | 12:20 | Halve finales A/B |
| Woensdag 28 juli 2021 | 8:10  | Finale B          |
| Woensdag 28 juli 2021 | 9:18  | Finale A          |

## Resultaten

### Series
De eerste drie van iedere serie plaatsen zich voor de halve finale op zondag 25 juli 2021, alle anderen zijn veroordeeld tot de herkansingen op zaterdag 24 juli 2021.

#### Serie 1
| Rang | Roeister                                   | Land             | Tijd    | Baan |   |
| ---- | ------------------------------------------ | ---------------- | ------- | ---- | - |
| 1    | Brooke Donoghue Hannah Osborne             | Nieuw-Zeeland    | 6:53,62 | 3    | Q |
| 2    | Kristina Wagner Genevra Stone              | Verenigde Staten | 6:55,65 | 1    | Q |
| 3    | Helene Lefebvre Elodie Ravera-Scaramozzino | Frankrijk        | 6:57,83 | 4    | Q |
| 4    | Shen Shuangmei Liu Xiaoxin                 | China            | 7:03,78 | 2    | H |
| 5    | Kristýna Fleisnerová Lenka Antosova        | Tsjechië         | 7:05,56 | 5    | H |

#### Serie 2
| Rang | Roeister                                    | Land            | Tijd    | Baan |   |
| ---- | ------------------------------------------- | --------------- | ------- | ---- | - |
| 1    | Nicoleta-Ancuța Bodnar Simona Radis         | Roemenië        | 6:49,79 | 3    | Q |
| 2    | Gabrielle Smith Jessica Sevick              | Congo-Kinshasa  | 6:57,69 | 4    | Q |
| 3    | Alessandra Patelli Chiara Ondoli            | Italië          | 6:59,58 | 1    | Q |
| 4    | Jekaterina Pitirimova Jekaterina Kurochkina | Russische ploeg | 7:03,96 | 2    | H |

#### Serie 3
| Rang | Roeister                           | Land      | Tijd    | Baan |   |
| ---- | ---------------------------------- | --------- | ------- | ---- | - |
| 1    | Roos de Jong Lisa Scheenaard       | Nederland | 6:49,90 | 4    | Q |
| 2    | Donata Karaliene Milda Valciukaite | Litouwen  | 6:50,38 | 3    | Q |
| 3    | Amanda Bateman Tara Rigney         | Australië | 6:53,30 | 1    | Q |
| 4    | Annekatrin Thiele Leonie Menzel    | Duitsland | 6:59,61 | 2    | H |